# Plymouth Rock
Plymouth Rock er en hønserace, der stammer fra USA.
Hanen vejer 3-3,5 kg og hønen vejer 2,5-3 kg. De lægger lysebrune æg à 55-60 gram. Racen findes også i dværgform.

## Farvevariationer
- Hvid
- Sort
- Gul
- Tværstribet
- Guld sortbåndet
- Sølv sortbåndet